# Varipes
Varipes is een geslacht van haften (Ephemeroptera) uit de familie Baetidae.

## Soorten
Het geslacht Varipes omvat de volgende soorten:
- Varipes cajuato
- Varipes helenae
- Varipes lasiobrachius
- Varipes minutus
- Varipes sancarlos
- Varipes singuil